# 마이크 모지스

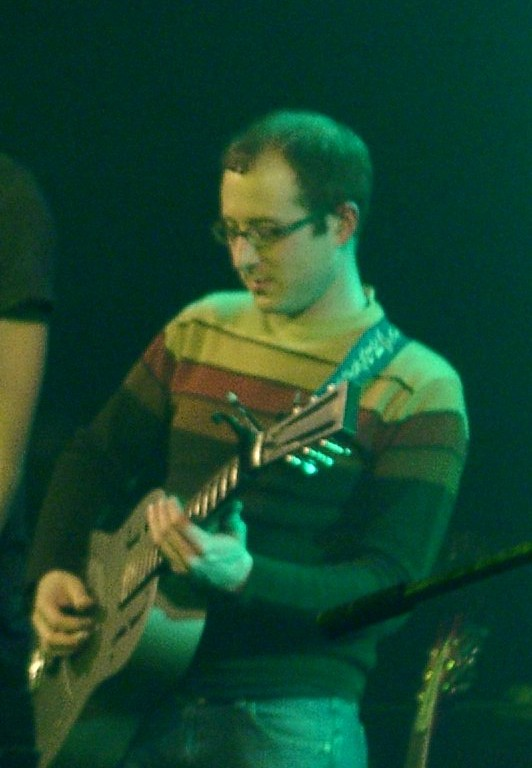
마이크 모지스

마이크 모지스(Mike Mogis, 1974년 5월 16일 ~ )는 미국의 음악 포로듀서이다. 형제인 A. J. 모지스와 함께 프레스토! 레코딩 스튜디오를 설립하였다. 브라이트 아이즈의 일원으로도 잘 알려져 있다. 2014년, 네이크 월콧과 함께 《안녕, 헤이즐》의 사운드트랙을 담당하였다.